# Лана Кондор
Лана Кондор (англ. Lana Condor; нар. 11 травня 1997, Кантхо, В'єтнам) — американська акторка в'єтнамського походження. У 2016 році виконала роль Джубілі у фільмі «Люди Ікс: Апокаліпсис».
Найбільш відома за головною роллю у романтичний комедії «Усім хлопцям, яких я кохала раніше» (2018) та двох сиквелів: 2020 року та 2021 року.

## Життєпис
Лана Кондор народилася 11 травня 1997 року у місті Кантхо, В'єтнам. 6 жовтня 1997 року її удочерили американські батьки, Мері Керол Гоболд та Роберт Кондор. У неї є зведений брат Артур. Її батько — журналіст, він двічі був номінантом Пулітцерівської премії, а також був віце-президентом Yahoo! Sports. Вона зростала у місті Чикаго, Іллінойс. Кондор з сім'єю жила на острові Відбі, штат Вашингтон та Нью-Йорку. Вони поселилися у місті Санта-Моніка, Каліфорнія, коли їй було 15 років.
У дитинстві Кондор вивчала балет та тренувалася разом з балетом Джоффрі. Вона продовжила танцювати з балетом Лос-Анджелесу та навчалася театру імпровізації. Також відвідувала заняття Нью-Йоркської кіноакадемії та Єльської літньої консерваторії для акторів, у 2014 році була ученицею Каліфорнійської літньої школи мистецтв. У старшій школі навчалася у Професійній школі виконавчих мистецтв у Нью-Йорку. У 2015 році закінчила академію Нотр-Дам у Лос-Анджелесі. Кондор була зарахована до Університету Лойоли Мерімаунт.

## Кар'єра

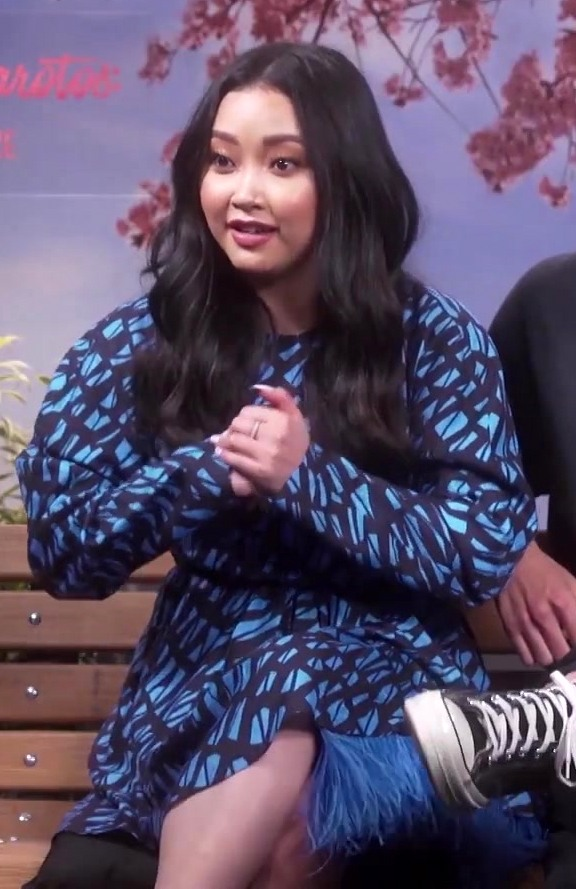
Лана на інтерв'ю у 2020 році

Дебютною роллю Лани Кондор стала роль мутантки Джубілейшн Лі / Джубілі у супергеройському фільмі «Люди Ікс: Апокаліпсис» Браяна Сінгера, який вийшов 27 травня 2016 року. Вона знялася у фільмі «День Патріота», який описує події та наслідки вибухів на Бостонському марафоні. Фільм вийшов 21 грудня 2016 року. Наступного року знялася у романтичному телевізійному трилері «Коханка зі старшої школи» разом з Джеймсом Франко та Джулією Джонс. Прем'єра фільму відбулася 4 лютого 2017 року на каналі Lifetime.
Кондор зіграла головну роль Лари Джин Кові у романтичному фільмі «Усім хлопцям, яких я кохала раніше», заснованому на однойменному романі Дженні Ган, який спродюсував Вілл Сміт. Лана повторила свою роль у продовженнях «Усім хлопцям: P.S. Я досі вас кохаю» 2020 року та «Усім хлопцям: Завжди і назавжди» 2021 року.
У 2019 році зіграла Койомі у фільмі Роберта Родрігеса «Аліта: Бойовий янгол», заснованому на манзі «Бойовий Ангел Аліта».
У 2022 році Кондор виступила виконавчою продюсеркою і виконавицею головної ролі у комедійно-драматичному серіалі Netflix «Бу, сучка». Того ж року Лана разом з Коулом Спроузом зіграли головні ролі у романтичному науково-фантастичному фільмі «Місячний постріл».
У 2023 році Кондор озвучила головну героїню в анімаційному фільмі «Кракен-дівча на ім'я Рубі» DreamWorks. Також у 2023 планувався до виходу анімаційно-ігровий фільм «Койот проти Акме», де Лана зіграла другорядну роль, але готовий проєкт був скасований Warner Animation Group заради податкових відрахувань. Згодом права на фільм були викуплені компанією Ketchup Entertainment, яка оголосила, що випустить фільм у 2026 році.

## Фільмографія

### Фільми
| Рік  |    | Українська назва                    | Оригінальна назва                      | Роль                     |
| ---- | -- | ----------------------------------- | -------------------------------------- | ------------------------ |
| 2016 | ф  | Люди Ікс: Апокаліпсис               | X-Men: Apocalypse                      | Джубілі                  |
| 2016 | ф  | День Патріота                       | Patriots Day                           | Лі                       |
| 2018 | ф  | Усім хлопцям, яких я кохала раніше  | To All the Boys I've Loved Before      | Лара Джин Кові           |
| 2019 | ф  | Аліта: Бойовий янгол                | Alita: Battle Angel                    | Койомі                   |
| 2019 | ф  | Літня ніч                           | Summer Night                           | Лексі                    |
| 2020 | ф  | Усім хлопцям: P.S. Я досі вас кохаю | To All the Boys: P.S. I Still Love You | Лара Джин Кові           |
| 2021 | ф  | Усім хлопцям: Завжди і назавжди     | To All the Boys: Always and Forever    | Лара Джин Кові           |
| 2022 | ф  | Місячний постріл                    | Moonshot                               | Софі                     |
| 2023 | мф | Кракен-дівча на ім'я Рубі           | Ruby Gillman, Teenage Kraken           | Рубі Ґіллман (озвучення) |
| 2025 | ф  | Відважний                           | Valiant One                            | Селбі                    |
| 2026 | ф  | Койот проти Acme                    | Coyote vs. Acme                        | Пейдж                    |
| 2026 | ф  | Месники: Судний день                | Avengers: Doomsday                     | Джубілі                  |
|      | ф  | Балерини в драйві                   | Ballerina Overdrive                    |                          |

### Телебачення
| Рік  |    | Українська назва         | Оригінальна назва      | Роль                       |
| ---- | -- | ------------------------ | ---------------------- | -------------------------- |
| 2017 | тф | Коханка зі старшої школи | High School Lover      | Еллісон                    |
| 2019 | с  | Смертельний клас         | Deadly Class           | Сайя Курокі (головна роль) |
| 2019 | мс | Рілаккума і Каору        | リラックマとカオルさん | Каору (головна роль)       |
| 2019 | мс | Кінь БоДжек              | BoJack Horseman        | Кейсі МакГаррі (2 епізоди) |
| 2022 | с  | Бу, сучка                | Boo, Bitch             | Еріка Ву (головна роль)    |
| 2024 | с  | Початкова школа Ебботт   | Abbott Elementary      | Олівія (2 епізоди)         |

## Нагороди та номінації
| Рік  | Робота                             | Премія                        | Категорія                                  | Результат | Пос.   |
| ---- | ---------------------------------- | ----------------------------- | ------------------------------------------ | --------- | ------ |
| 2019 | Усім хлопцям, яких я кохала раніше | MTV Movie & TV Awards         | Найкращий поцілунок (разом з Ной Сентінео) | Перемога  | [ 24 ] |
| 2019 | Усім хлопцям, яких я кохала раніше | Teen Choice Awards            | Найкраща акторка драматичного фільму       | Номінація | [ 25 ] |
| 2019 | Усім хлопцям, яких я кохала раніше | Teen Choice Awards            | Choice Фільм (разом з Ной Сентінео)        | Номінація | [ 25 ] |
| 2020 | -                                  | Hollywood Critics Association | Наступне покоління Голлівуду               | Перемога  | [ 26 ] |